# Efrinas
Las efrinas (del inglés,  Eph receptor interacting proteins) son proteínas constitutivas de la membrana plasmática que se unen a receptores específicos situados en otras células. Las efrinas (EFN) son conocidas como: «proteínas que interactúan con la familia de receptores Eph». Las efrinas-A se anclan a la membrana celular por una unión superficial; las efrinas-B tienen una región transmembrana. La unión "efrina/receptor-efrina" (efrina/rEph) desencadena la activación de las vías de señalización intracelular. Las respuestas que provocan son variadas como la adhesión celular, la morfología celular, la proliferación y la migración celular, se conocen bien en el sistema nervioso central y en el desarrollo embrionario del sistema circulatorio. 

## Historia
En 1987 Hirai que buscaba tirosinas cinasas relacionadas con el cáncer, identificó un receptor que denominó  Eph (de  Erythropoietin-producing human hepatocellular receptors, en inglés).  por la línea celular de carcinoma humano en la que se detectó su ADNc.

La identificación de las proteínas (ligandos) que se unían a esos receptores, fue difícil por sus características bioquímicas, porque no eran funcionales en forma soluble, y porque perdían su actividad cuando se separaban de la membrana celular.
 La identificación de los ligandos llegó más tarde, y son conocidos actualmente por efrinas (en inglés ephrins Eph receptor interacting proteins).
 En 1994 se caracterizó la EfrinaA1, que ya se había identificado solamente como un ADNc, que era de función desconocida.
 En 1997 el Eph NomenclatureCommittee unificó la nomenclatura de todos los miembros de la familia conocidos.

## Características
Las efrinas (EFNs) y los receptores de efrinas (rEph) son proteínas unidas a la membrana plasmática. La unión y la activación de las vías de señalización celular del complejo "efrina/receptor efrina" (efrina/rEph) solo puede ocurrir mediante la interacción directa célula-célula. 
La señalización de efrina/rEph regula diversos procesos biológicos durante el desarrollo embrionario. Además, se ha identificado que la señalización de efrina/rEph desempeña un papel crítico en el mantenimiento de varios procesos durante la edad adulta, incluida la potenciación a largo plazo, angiogenesis, y diferenciación celular de células madre.

## Estructura
Primaria
Las efrinas (EFN) se caracterizan por la presencia de un único dominio N-terminal de unión al receptor, RBD (del inglés Receptor Binding Domain), el cual se separa de la membrana por un dominio de unos 40 aminoácidos.
Dominio
- RBD Receptor Binding Domain Ephrin-A ectodomain (IPR034252); Ephrin-B ectodomain (IPR034255).

Secundaria
La clase A (efrinasA) se anclan a la membrana celular por una unión GPI (del inglés, Glycosyl Phosphatidyl Inositol).
 La clase B (efrinasB) tienen una región transmembrana y un dominio citoplasmático corto de 80 aa, el cual incluye un motivo C-terminal de unión a PDZ (del inglés, Postsynaptic density protein/Zonula occludens).
El dominio globular RBD de efrina EFN (de unión al receptor rEph) es un barril beta (β) compuesto de ocho hebras dispuestas en dos láminas beta (β) alrededor de un núcleo hidrófobo. Entre las hebras β se encuentran dos hélices α y una hélice 3.

## Clasificación
Las efrinas (EFNs) como ligandos se dividen en dos subclases: de efrinas-A y de efrinas-B, en función de su estructura y enlace con la membrana celular. Las efrinas-A están ancladas a la membrana por un enlace de glicosilfosfatidilinositol (GPI) y carecen de un dominio citoplasmático, mientras que las efrinas-B están unidas a la membrana por un solo dominio transmembrana que contiene un motivo de unión dominio PDZ citoplasmático corto. Los genes que codifican las proteínas efrinas-A y efrinas-B se designan como EFNA y EFNB, respectivamente.

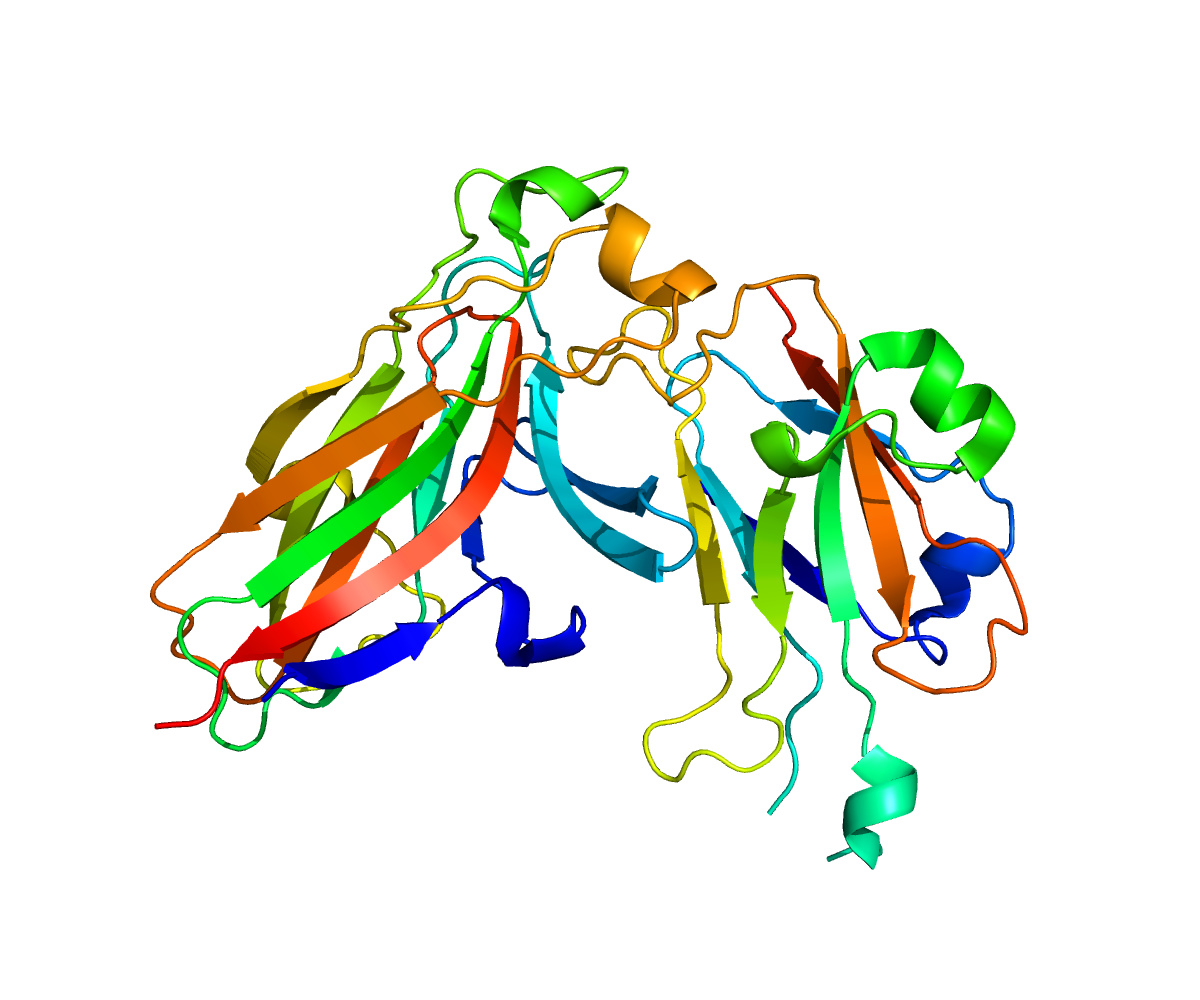
Efrina-A1, 205 aa. Representación tridimensional tipo cinta.

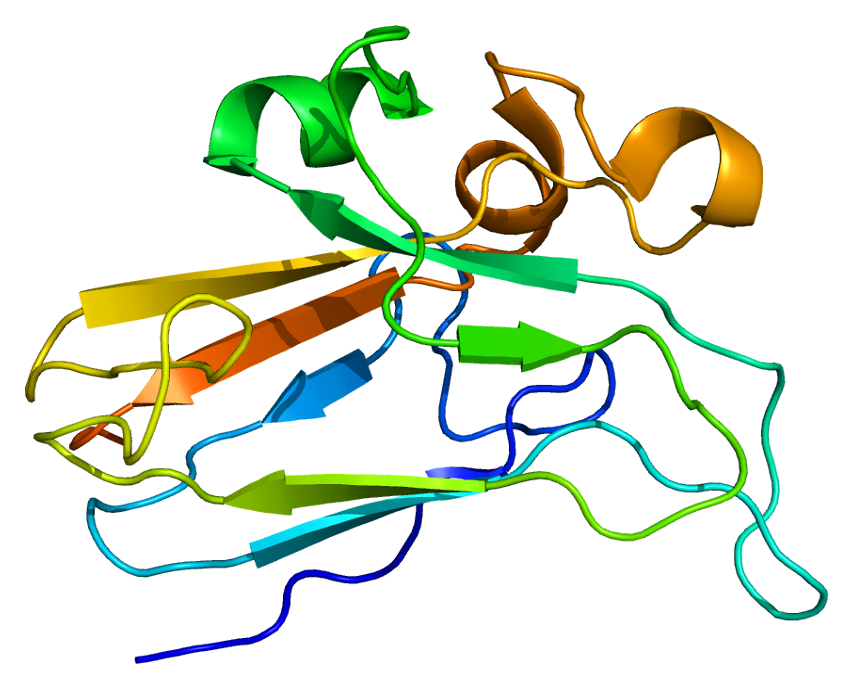
Efrina-B2, 333 aa. Representación tridimensional tipo cinta.

De las ocho efrinas (EFNs) que se han identificado en los seres humanos, hay cinco 
EFNs-A conocidas (efrinas-A 1-5) que interactúan con nueve receptores EphA (EphA1-8 y EphA10) y tres EFNs-B (efrinas-B 1-3) que interactúan con cinco receptores EphB (EphB 1-4 y EphB6).
| Efrinas   | Número aminoácidos | Cromosoma    | Nombres anteriores                    |
| Efrina A1 | 205 aa             | Cromosoma 1  | B61; LERK-1, EFL-1                    |
| Efrina A2 | 213 aa             | Cromosoma 19 | ELF-1; Cek7-L, LERK-6                 |
| Efrina A3 | 238 aa             | Cromosoma 1  | Ehk1-L, EFL-2, LERK-3                 |
| Efrina A4 | 201 aa             | Cromosoma 1  | LERK-4; EFL-4                         |
| Efrina A5 | 228 aa             | Cromosoma 5  | AL-1, RAGS; LERK-7, EFL-5             |
| Efrina B1 | 346 aa             | Cromosoma X  | LERK-2, Elk-L, EFL-3, Cek5-L, STRA-1  |
| Efrina B2 | 333 aa             | Cromosoma 13 | Htk-L, ELF-2; LERK-5, NLERK-1         |
| Efrina B3 | 340 aa             | Cromosoma 17 | NLERK-2, Elk-L3, EFL-6, ELF-3; LERK-8 |

Los receptores Eph de una de las subclases demuestran la capacidad de unirse con alta afinidad a todas las efrinas (EFN) de esa subclase, pero en general tienen poca o ninguna unión cruzada con las EFN de la subclase opuesta. Sin embargo, hay algunas excepciones a esta especificidad de unión dentro de la subclase, ya que se ha demostrado que la efrina-B3 puede unirse y activar el receptor de Eph-A4 y la efrina-A5 puede unirse y activar el receptor Eph-B2.
La efrina EFNB2 también es un ligando endógeno para seis receptores rEph: EphA4, EphB1, EphB2, EphB3, EphB4 y EphB6.

## Fisiología
Las interacciones entre las efrinas (EFNs) y sus receptores (rEph) son principalmente locales y restringidas a las células vecinas.

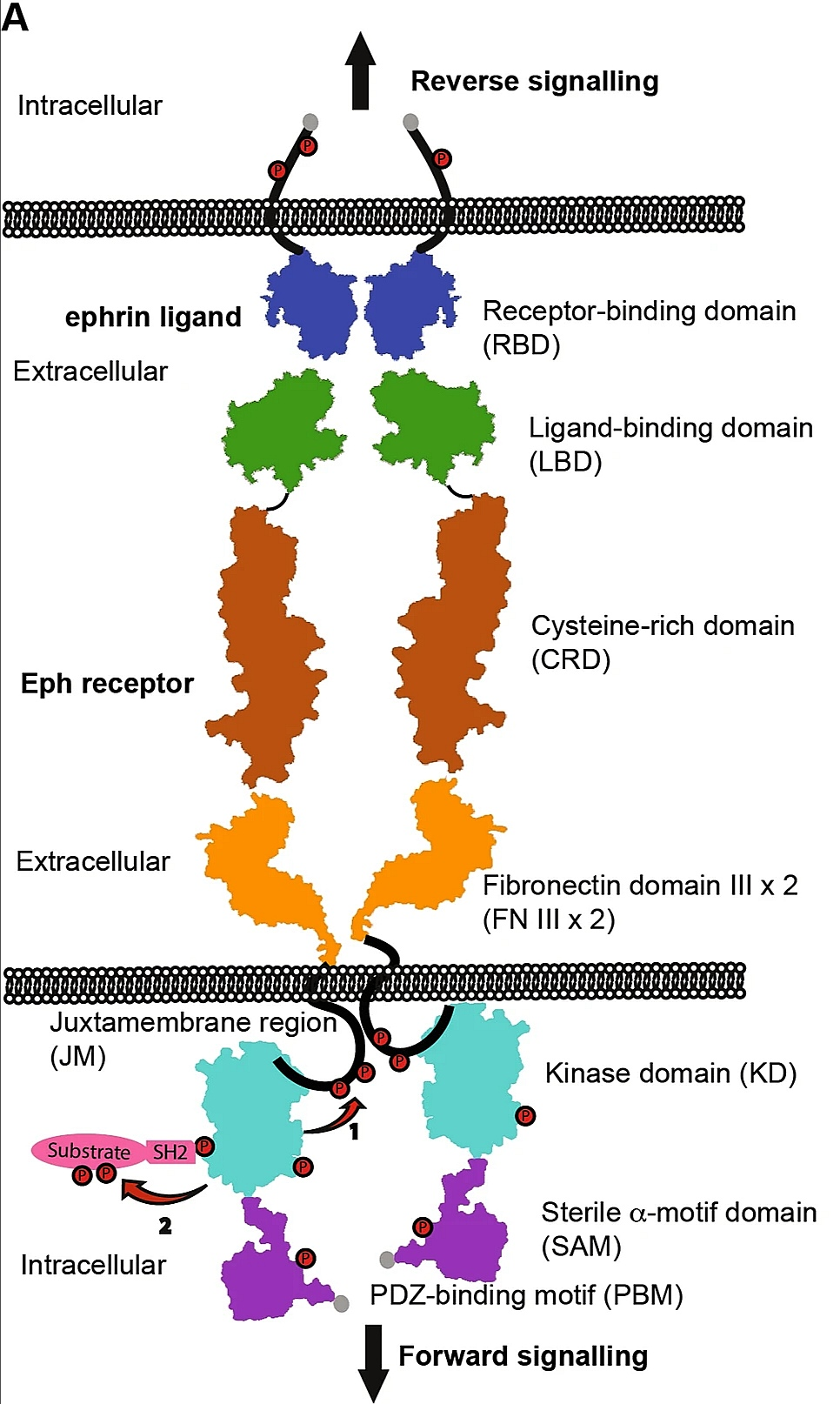
Unión EFN-Eph intercelular.
Reverse signaling= señalización inversa.
ephrin ligand= efrina (EFN) arriba en azul.
RBD= Receptor-binding domain, dominio de unión de la efrina al receptor.
Estructura secundaria.

Las efrinas-A/rEphA se unen con alta afinidad, lo que puede atribuirse en parte al hecho de que las efrinasA (EFNs-A) interactúan con receptores rEphA mediante un mecanismo de "cerradura y llave" que requiere un pequeño cambio conformacional de los rEphA al unirse al ligando. En contraste, efrinas-B/rEphB se unen con una afinidad menor que los rEphA, ya que utilizan un mecanismo de "ajuste inducido" que requiere un mayor cambio conformacional de los receptores para unirse a las efrinas-B.
La efrina-B2 (EFNB2) es un ligando para seis receptores Eph en humanos y funciona como un receptor de entrada celular para varios virus.
La característica señalización bidireccional se induce a través de interacciones Eph-efrina en células que expresan receptor y ligando. 
Las efrinas que activan receptores rEph se conocen como "señalización directa", lo que resulta en la fosforilación de los receptores y la activación de moléculas de señalización descendentes. La "señalización inversa" se define como la activación de las moléculas de efrina (EFN) que se ligan al receptorEph, que actúa así como mediador por la unión. 
Las moléculas EFNs están involucradas en la regulación inmunológica, el desarrollo y la función del tracto intestinal, la angiogénesis, la formación ósea, la secreción de insulina por las células β de los islotes, la filtración glomerular renal y la homeostasis iónica del líquido endolinfático vestibular en el oído interno.
Las señales directas dependen de la actividad de los receptores-Eph y se propagan en la célula que expresa el receptor (denominado como mecanismo “forward”); en tanto las señales inversas dependen de las cinasas de la familia Src y se propagan en la célula que expresa la efrina (mecanismo “reverse signalling”). 

Señales directas transmitidas por receptor Eph y reversas en la célula que expresa efrina, lo que proporciona diferentes respuestas celulares dependiendo de las múltiples combinaciones posibles y de la dirección de la señalización.
El complejo efrina-receptor activa una cascada de señalización que es bidireccional, tanto en las células que expresan las efrinas, como en las células en contacto que expresan los receptores Eph. 

Los complejos efrina-Eph están involucrados en un amplio espectro de procesos fisiológicos y durante el desarrollo repercuten en las funciones biológicas celulares, como la neurogénesis y la angiogénesis, la proliferación y diferenciación celular, la segregación celular, la motilidad celular y la adhesión.

## Función
Las efrinas (EFNs) pueden controlar respuestas celulares muy diversas. El control se realiza  mediante contacto célula-célula y dependen de: el «repertorio» de receptores expresados en la membrana, del tipo de célula y del contexto celular. Las respuestas son variadas como la adhesión, la morfología, la proliferación y la migración.

Estos roles no están limitados a procesos fisiológicos, su importancia se evidencia en una variedad de patologías humanas, en particular en el cáncer.
Células endoteliales, epitelios especializados y células madre y tiene roles centrales    metabolismo mineral del hueso. 
Las funciones mejor conocidas de las efrinas son:
- la segregación/el posicionamiento celular;
- el tamaño y la organización de órganos;
- la modulación de la plasticidad sináptica;
- la señal de guía del axón;
- el mapeo retinotópico;
- la angiogénesis;
- el factor de migración de células epiteliales intestinales, y
- la señalización inversa.

## Patología

### Cáncer
Muchos de los receptores Eph y muchas de las efrinas se expresan tanto en células cancerosas como en el microambiente tumoral, donde influyen en las propiedades tumorales, al permitir una comunicación aberrante entre las células dentro y entre compartimentos tumorales.
Los receptores EPH-B están involucrados en la homeostasis del epitelio intestinal y la pérdida de función de estos receptores es un evento clave en la progresión del cáncer de colon, sobre todo de adenoma a carcinoma.

La EphrinaB2 en células de cáncer está relacionada con un aumento de invasión y una alta vascularización de tumores humanos. 
El receptor EphB4 se encuentra sobre-expresado en diversos tumores humanos y su activación puede desencadenar tanto señales pro-oncogénicas como también señales anti-tumorales, según la naturaleza del contexto de la célula.
La expresión de EFNA1, EFNA2, EFNA3, EFNA4, EFNB1 y EFNB2 aumentó en la mayoría de los tipos de cáncer, mientras que EFNA5 y EFNB3 disminuyó en la mayoría de los cánceres.
El sistema de señalización Eph-efrina promueve la migración celular regulando la reorganización del citoesqueleto de actina y aumentando la adhesividad intercelular.
En el carcinoma hepatocelular, los niveles de expresión de EFNA1, EFNA3, EFNA4, EFNB1 y EFNB2 fueron significativamente mayores en los tejidos tumorales que en los tejidos normales.

### Relaciones con COVID-19
Un estudio realizado en la Universidad de Utah (Erika Egal y Patrice Mimche) descubrió que una serie de proteínas halladas en la saliva pueden llegar a utilizarse como marcadores para predecir casos graves de COVID-19.